# D. L. Hughley
Darryl Lynn "D. L." Hughley (ˈ|h|juː|ɡ|l|iː; Los Ángeles, California, 6 de marzo de 1963) es un actor, comentarista político, locutor de radio, comediante en vivo. D.L. Hughley es más conocido como el presentador original de ComicView de BET de 1992-1993, el personaje homónimo de la comedia de ABC/UPN, The Hughleys  y actuó en The Original Kings of Comedy. Además, ha sido el anfitrión de D. L. Hughley Breaks the News de CNN, corresponsal de The Jay Leno Show en NBC y una personalidad de radio local y entrevistadora en la ciudad de Nueva York. A principios de 2013, D.L. Hughley quedó en el noveno puesto en Dancing with the Stars.

## Primeros años
Hughley nació en Los Ángeles, California, el hijo de Audrey y Charles Hughley, que era un trabajador de mantenimiento de Delta Air Lines. Durante su problemática adolescencia, Hughley fue miembro de Bloods y fue expulsado de la escuela secundaria antes de darle la espalda a la vida de las pandillas, obtener su GED y obtener empleo en Los Angeles Times.

## Carrera
De 1992 a 1993, Hughley fue el presentador original de ComicView, l programa de comedia en vivo en BET. De 1998 a 2002, escribió, produjo y protagonizó la serie de comedias de televisión, The Hughleys.  Durante 2005, lanzó un álbum de comedia en vivo D.L. Hughley: Notes From The GED Section y tuvo un programa de entrevistas de corta duración en Comedy Central llamado Weekends at the D.L.. Es miembro de The Original Kings of Comedy y también ha tenido papeles en Studio 60 on the Sunset Strip, y en Scrubs de NBC como hermano de Turk's. En 2008, fue el anfitrión de los BET Awards. También asistió al funeral de uno de sus mejores amigos y compañero  de King of Comedy, Bernie Mac.  En el servicio, dio un discurso lloroso durante el elogio.
Se anunció en junio de 2010 que NBC ha ordenado un piloto de la serie de juegos que Hughley presentaría titulado Who's Bluffing Who?. También en junio de 2010, Hughley se desempeñó como moderador invitado especial de The View de ABC por un día.
Hughley está programado para ser la estrella invitada en Glory Daze de TBS así como presentador invitado de Who Wants to Be a Millionaire. Hughley reemplazó a  Meredith Vieira como presentador invitado en el programa.
El primer libro de Hughley, I Want You to Shut the Fuck Up: How the Audacity of Dopes Is Ruining America, con contribuciones de Michael Malice, fue publicado el 31 de julio de 2012 por Crown Archetype Press.
Hughley fue un concursante en la temporada 16 de Dancing with the Stars. Él fue emparejado con la dos veces ganadora, Cheryl Burke.

### CNN

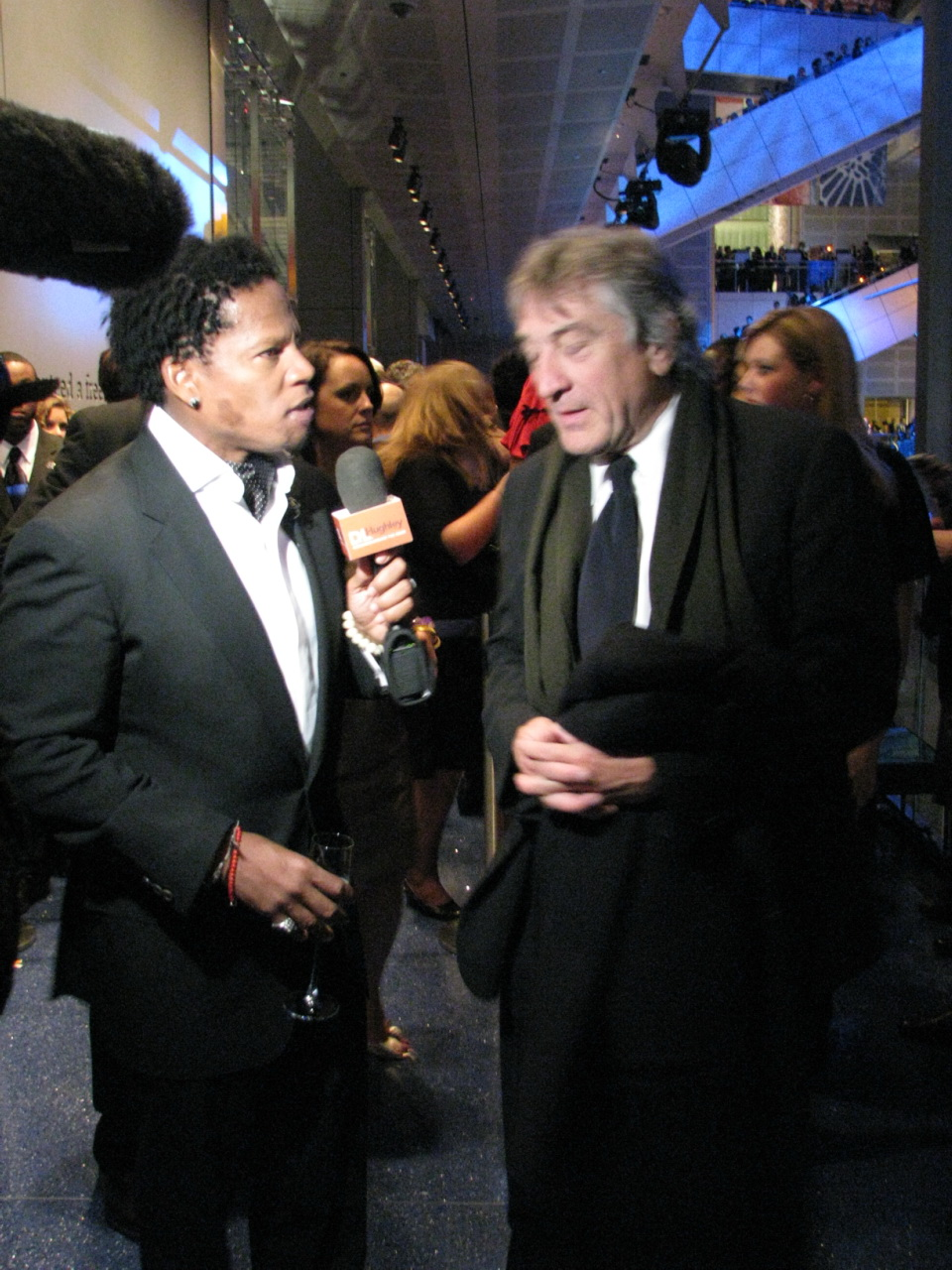
Hughley con Robert De Niro en enero de 2009.

Hughley fue seleccionado para presentar y escribir un noticiero de comedia en CNN que cubre acontecimientos mundiales en política, entretenimiento, deportes y cultura pop, titulado D. L. Hughley Breaks the News, que emitió su primer episodio el sábado 25 de octubre de 2008 en 10 p. m. EDT en CNN.
El 9 de marzo de 2009, CNN anunció que Hughley terminaría el programa debido al deseo de trabajar en Los Ángeles y estar más cerca de su familia. Él planea continuar su trabajo con CNN como colaborador de la red con sede en Los Ángeles.

### Radio
Hughley también tiene una carrera como personalidad de la radio en el aire. El 20 de julio de 2009, The D.L. Hughley Morning Show se estrenó en WRKS (ahora WEPN), más conocido popularmente en ese momento como 98.7 Kiss FM, una estación urbana contemporánea para adultos en la ciudad de Nueva York. Sus copresentadores incluyeron al ex-corresponsal de noticias de BET, Jacque Reid. Transmitido de 6 a 10 a. m., el show colocó a Hughley en competencia directa con su compañero de King of Comedy, Steve Harvey, cuyo Steve Harvey Morning Show se difunde en Nueva York a través de WBLS (el rival de Kiss FM). Había planes para llevar también el programa de Hughley a la sindicación, pero surgió una disputa con respecto a su salario entre la empresa matriz de Kiss FM y la posible compañía de sindicación. En agosto de 2010, Kiss FM retiró el programa de su calendario, y Hughley pasó a otros empeños.
El 12 de agosto de 2013, REACH Media, el sindicato fundado por Tom Joyner, anunció que había finalizado un trato con D.L. para albergar un nuevo espectáculo de conducción por la tarde nacionalmente sindicado, The D.L. Hughley Show, distribuido por Cumulus Media Networks.

## Vida personal
Hughley y su esposa, LaDonna, tienen dos hijas, Ryan y Tyler, y un hijo, Kyle. Hughley ha discutido el síndrome de Asperger de su hijo Kyle en varias ocasiones.

## Filmografía
| Año  | Película                      | Papel        | Notas     |
| ---- | ----------------------------- | ------------ | --------- |
| 1999 | Inspector Gadget              | Gadgetmobile | Voz       |
| 2000 | The Original Kings of Comedy  | Él mismo     |           |
| 2001 | The Brothers                  | Derrick West |           |
| 2003 | Inspector Gadget 2            | Gadgetmobile | Voz/Vídeo |
| 2003 | Chasing Papi                  | Rodrigo      |           |
| 2003 | Scary Movie 3                 | John Wilson  |           |
| 2004 | Soul Plane                    | Johnny       |           |
| 2005 | Shackles                      | Ben Cross    |           |
| 2005 | Weekends at the D. L.         | Presentador  |           |
| 2006 | Cloud 9                       | Tenspot      |           |
| 2006 | The Adventures of Brer Rabbit | Brer Fox     | Voz/Vídeo |
| 2008 | Spy School                    | Albert       |           |
| 2008 | D. L. Hughley Breaks the News | Presentador  |           |
| 2012 | D.L. Hughley: Reset           | Presentador  |           |

## Televisión
| Año       | Título                          | Papel                | Notas                                                 |
| --------- | ------------------------------- | -------------------- | ----------------------------------------------------- |
| 1993      | The Fresh Prince of Bel-Air     | Keith                | Papel invitado                                        |
| 1998–2002 | The Hughleys                    | Darryl Hughley       | Actor principal                                       |
| 2001      | The Parkers                     | Darryl Hughley       | Apariencia cruzada                                    |
| 2003      | Scrubs                          | Kevin Turk           | Estrella invitada                                     |
| 2003      | Premium Blend                   | Él mismo             | Presentador                                           |
| 2006–2007 | Studio 60 on the Sunset Strip   | Simon Stiles         | Actor principal                                       |
| 2010      | Hawaii Five-0                   | Skeet                | Estrella invitada                                     |
| 2011      | Who Wants to Be a Millionaire   | Presentador invitado |                                                       |
| 2012      | DL Hughley: The Endangered List | DL Hughley           | Productor ejecutivo, estrella, ganó un Premio Peabody |
| 2013      | Dancing with the Stars          | Él mismo             | Concursante de la temporada 16                        |
| 2013      | Trust Me, I'm a Game Show Host  | Él mismo             | Copresentador                                         |
| 2016      | Heartbeat                       | Dr. Hackett          |                                                       |
| 2016      | Match Game                      | Él mismo             | Panelista                                             |
| 2017      | The Comedy Get Down             | Él mismo             |                                                       |